# Azteca goeldii
Azteca goeldii är en myrart som beskrevs av Auguste-Henri Forel 1906. Azteca goeldii ingår i släktet Azteca och familjen myror. Inga underarter finns listade.